# Иткуль (озеро, Челябинская область)
И́ткуль — озеро, расположенное на севере Челябинской области, в 20 километрах к востоку от города Верхнего Уфалея. Одно из красивых мест Среднего Урала. Объявлено памятником природы. Площадь поверхности 30,1 км². Площадь водосборного бассейна 154 км². Высота над уровнем моря 273 м.
Из озера берёт начало река Исток.

## География
Озеро Иткуль входит в состав Синарской группы тектонических озёр. Озеро окружено невысокими горами, самая высокая из них, Карабайка (544 м) на юго-западном берегу озера. Здесь в озеро впадает речка Карабайка. Название восходит к башкирскому «карабай» — черный бай (богач). С севера в озеро общим устьем впадают небольшие речки Зюзелка, Каменушка и Абсалямовка. С запада вытекает речка Исток, посредством которого происходит сообщение озера Иткуль с озером Синара. Таким образом озеро относится к бассейну Карского моря и является водораздельным, так как расположенные в нескольких километрах (≈ 10 км) западнее проточные озёра Малое Чусовское и Большое Чусовское относятся к бассейну Каспийского моря.
Для озера характерна интенсивная абразия.
На берегах расположены деревни Даутово и Иткуль. Возраст последней более 300 лет. В деревне Даутовой (Даутово) установлен памятник башкирам-терсякам — участникам Отечественной войны 1812 года.
На северо-западе озера расположен остров Каменная гряда.
Химический состав: озеро содержит кальциево-натриево-гидрокарбонатные и натриево-хлорные воды.

### Шайтан-камень
Южный берег озера в основном обрывист, местами обрывы очень высокие. Напротив одного из обрывов в воде стоит одинокая скала, называемая Шайтан-камнем (араб. «шайтан» — злой дух, чёрт). Существовал обычай: если лето дождливо и небо затянуто тучами, то надо на Шайтан-камне зарезать белого барана — и тогда откроется солнце. Если засуха и надо выпросить у бога дождь, там следует зарезать чёрного барана.
В сказе «Золотой волос» П. П. Бажов рассказывает ещё одну местную легенду:

Дедко Филин тогда и говорит:

— Приметку надёжную скажу. Побегай, погляди по озёрам и увидишь, — в одном посередке камень тычком стоит вроде горки. С одной стороны сосны есть, а с трёх — голым-голо, как стены выложены. Вот это место и есть. Кто с золотом доберётся до этого камня, тому ход откроется вниз, под озеро. Тут уж Полозу не взять.

## Этимология
Павел Петрович Бажов писал в «Демидовских кафтанах»:
«А Иткуль-озеро на высоком местичке пришлось. Берега — песок да камень, сухим-сухохоньки, а кругом сосна жаровая. Как свечки поставлены. Глядеть любо. Вода как стеклышко — все камни на дне сосчитай. Только скрасна маленько. Как вот ровно мясо в ней полоскали. Дно, вишь, песок-мясника, к нему этак отливает. Оттого будто озеро Иткулем и прозывается. На башкирском говядину называют ит, а озеро — куль, вот и вышло мясно озеро — Иткуль.»
Возможно, красноватый оттенок придают воде озера кристаллические сланцы с вкраплениями граната, составляющие часть дна.
По другой версии название раньше звучало как Иккуль, если произнести точнее, то Ыйыккуль, что в переводе означает священное озеро.
Наиболее близкое к истине происхождение названия от тюркского личного мужского имени Иткол (Этҡол), которое широко распространенное у башкир. Это могло быть имя владельца-вотчинника, предводителя рода и проч. или относиться к именованию родовой группы, обитавшей здесь..

## История
От названия озера (через посредство названия Иткульского городища) названа иткульская культура раннего железного века. Найдены и погребения с элементами гороховской культуры.
Больше трёх столетий на озере живут башкиры.

## Водохозяйственное использование
В 1973—1976 гг. на западном берегу озера была построена насосная станция для переброски воды озера в Чусовую. После снижения уровня воды на 2,5 м вследствие откачки открылась пещера под Шайтан-камнем. В результате подобной откачки озеро обмелело, после прекращения перекачивания воды объём озера восполнялся в течение более чем 10 лет.
Лимитированный водозабор (≈ до 3,2 млн м³ в год) из озера Иткуль также осуществляется для водоснабжения РФЯЦ-ВНИИТФ (г. Снежинск).